# Monti Tanggula
I monti Tanggula, in cinese 唐古拉山S, TánggǔlāshānP, T'ang-ku-la ShanW, noti anche come monti Dangla (in tibetano གདང་ལ་།, Gdang LaW, Dang LaP), sono una catena montuosa situata nella Regione Autonoma del Tibet, in Cina sud-occidentale. Sull'elevato altopiano a sud dei monti, vi sono molti grandi laghi salati. Nella sua parte orientale la catena forma il confine tra il Tibet e la provincia del Qinghai. Nonostante molte vette superino i 5700 m e la più alta, il Basudan Ula, raggiunga i 6100 m, i monti Tanggula non sembrano particolarmente elevati, dal momento che si innalzano da un altopiano circostante che si trova a un'altitudine media di 5000 m sul livello del mare. I monti Tanggula hanno contorni piuttosto arrotondati nel loro settore occidentale; il settore più impervio e profondamente frastagliato è quello orientale, ove si trovano estese aree coperte da nevi perenni.
Il versante settentrionale della catena è drenato da numerosi rami sorgentizi del fiume Tongtian, un affluente dello Yangtze (Chang Jiang). Il versante sud-orientale riversa le sue acque nel fiume Nu, nome con cui è noto il corso superiore del Salween; e il Mekong ha le proprie sorgenti all'estremità orientale della catena. I monti Tanggula sono attraversati dall'importante Passo Tanggula, la via principale che collega Lhasa (capitale del Tibet) e le regioni meridionali del Tibet con il bacino del Qaidam (Tsaidam) e le regioni al di là di esso nel Qinghai a nord e a est. Le prospezioni minerarie hanno rivelato la presenza di depositi di minerali ferrosi, antracite, grafite e asbesto nella catena.